# Varius ochnicola
Varius là một chi bướm đêm thuộc họ Nepticulidae. It contains only one species, Varius ochnicola, được tìm thấy ở Nam Phi.
Ấu trùng ăn Ochna pulchra. They probably mine the leaves of their host.